# Beyoğlu
Beyoğlu is een Turks district in de provincie Istanboel en telt 247.256 inwoners (2007). Het district heeft een oppervlakte van 8,7 km². Voor 1923 heette deze wijk Pera (Grieks voor Overkant, de Europese kant van Istanboel).
De bevolkingsontwikkeling van het district is weergegeven in onderstaande tabel.
| 1997    | 2000    | 2007    |
| ------- | ------- | ------- |
| 226.582 | 231.900 | 247.256 |